# فرناند كانتيلوبي
فرناند كانتيلوبي (بالفرنسية: Fernand Canteloube)‏ كان دراج فرنسي. سبق أن شارك في دورة الألعاب الأولمبية الصيفية وفاز بميدالية أولمبية.

## الميداليات
| الميدالية | المسابقة                       |
| --------- | ------------------------------ |
| ذهبية     | الألعاب الأولمبية الصيفية 1920 |
| برونزية   | الألعاب الأولمبية الصيفية 1920 |

## روابط خارجية
- فرناند كانتيلوبي على موقع أرشيف الدراجات (الإنجليزية)
- فرناند كانتيلوبي على موقع إحصائيات الدراجات الإحترافية (الإنجليزية)
- فرناند كانتيلوبي على موقع أوليمبيديا (الإنجليزية)